# Chondracanthus ornatus
Chondracanthus ornatus is een eenoogkreeftjessoort uit de familie van de Chondracanthidae. De wetenschappelijke naam van de soort is voor het eerst geldig gepubliceerd in 1900 door Scott T..